# 黃鴻壽
黄鸿寿，湖南善化（今長沙市）人，清末學者。撰有《清史紀事本末》。

## 生平事跡
黃鴻壽以《東華錄》為主，參考其它私家著述和耳聞目睹所及內容，斟酌刪補，撰成《清史紀事本末》八十卷。
《清史紀事本末》仿照歷代紀事本末體例，始於《滿州初起》，終於《民軍起事及下詔辭位》，分門記述清朝自初起至清帝退位二百餘年間的歷史過程。